# Київський Шлях
Київський Шлях — центральна вулиця міста Бориспіль. Простягається через усе місто на 7 км та збігається з автошляхом міжнародного значення М03E40. На вулиці розташовані майже всі адміністративні споруди міста: міська та районна ради, Державний історичний музей, Будинок дитячої та юнацької творчості, кінотеатр тощо.

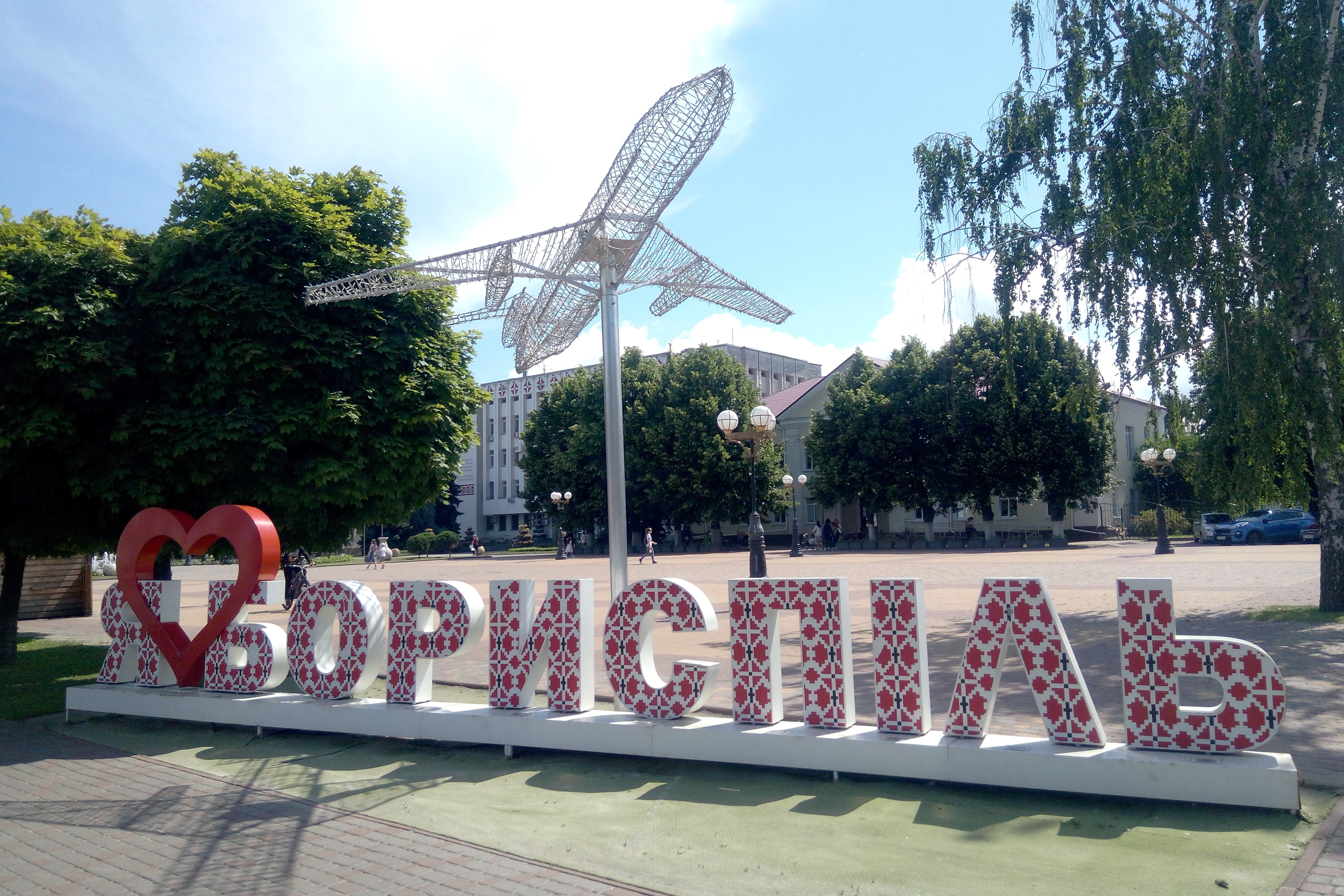
Арт-об'єкт в центрі міста